# ستيف ماكولي
ستيف ماكولي (بالإنجليزية: Steve Macauley)‏ هو لاعب كرة قدم بريطاني في مركز قلب الدفاع، ولد في 4 مارس 1969. لعب مع ماكليسفيلد تاون.

## وصلات خارجية
- ستيف ماكولي على موقع قاعدة بيانات كرة القدم.إي يو (الإنجليزية)
- ستيف ماكولي على موقع Soccerbase.com (لاعب) (الإنجليزية)